# Malmköping
Malmköping er et byområde i Flens kommun i Södermanlands län i Sverige.
Malmköping ligger 15 km nord for Flen og er den største turistby i området. Den er især kendt for Museispårvägen Malmköping, hvor der udstilles og køres med sporvogne fra mange svenske sporvejsbyer. Andre seværdigheder tæller Museet Malmahed og et såkaldt naturrum. Der er også campingplads, spisesteder og hotel.

## Historie
Spor efter bopladser viser, at området var beboet allerede for ca. 5.000 år siden. Det er dog først i 1700-tallet, at det for alvor bliver relevant at tale om Malmköping. Her blev Gustaf Adolf von Siegroth chef for Södermanlands regemente i 1771, og samme år valgte han Malma hed som permanent eksercerplads, og som sådan fungerede den fra 1774 til 1921. Imens voksede byen så op omkring den.
I tilslutning til eksercerpladsen ligger Plevnahöjden. Den er opkaldt efter den bulgarske by Pleven, hvor der i 1877 udkæmpedes hårde kampe under den russisk-tyrkiske krig. Her anvendte man for første gang skyttegrave, et system der siden indførtes i Malmköping. Resterne af disse øvelsesskyttegrave findes stadig på Plevnahöjden. Militæret er derimod væk, for i 1921 flyttede Södermanlands regemente til Strängnäs.
18. maj 1876 blev Gustav Adolf Eriksson Hjert henrettet på Villåttinge härads henrettelsesplads på Lidamon, Lilla Malma socken, nordvest for Malmköping af skarpretteren Johan Fredrik Hjort. Hjert og hans medskyldige Konrad Petterson Lundqvist Tector blev de sidste, der blev offentligt henrettet i Sverige. Hjert ligger begravet ved Lilla Malma kyrka i Malmköping.
I 1896-1897 blev Malmköpings Tidning udgivet hver uge med den senere statsminister Carl Gustaf Ekman som første redaktør.
I årene 1927-1966 afholdt Södermanlands Gymnastikförbund hvert år de kendte Malma hedslägren i Malmköping, hvor 700 børn indkvarteredes i de gamle militærbarakker og bl.a. lærte idræt og svømning. Det meste af det foregik på eksercerpladsen Malma hed, idet orienteringsøvelser foregik på Plevnahöjden.

## Administration
Byen var kirkeby i (Lilla) Malma socken med navnet Malma. Efter ansøgning fra Gustaf Adolf von Siegroth fik byen rettigheder som friköping 3. februar 1785 og skiftede navn til Malmköping. Ved kommunalreformen i 1862 ændredes stedet til en köpingskommun, Malmköpings köping. I 1971 blev köpingskommunen en del af Flens kommun.
I kirkelig henseende hørte byen indtil 2006 til Lilla Malma församling, der indtil 1940 kaldtes for Malma församling. Fra 2006 hører byen til Dunker-Lilla Malma församling.
Indtil 1948 indgik byen i Villåttinge tingslag og derefter frem til 1971 i Oppunda och Villåttinge tingslag. Fra 1971 til 2009 indgik byen i Katrineholms tingsrätts domsaga, mens den fra 2009 indgår i Nyköpings tingsrätts domsaga.

## Bygninger
I 1784 tegnede Gustaf Adolf von Siegroth en byplan for en påtænkt handels- og håndværksby. Planen godkendtes af Gustav III, men byen fik kun rettigheder som köping.
I 1886 opførtes Plevnagården som Sveriges første militærhospital. Da regimentet flyttede til Strängnäs i 1921, blev Plevnagården seminarium for lærerinder i småskoler (1.-2. klasse) og senere plejehjem for samme slags lærerinder. På gården findes to gamle torpe for soldater og et 1700-talshus, der blev ejet og drevet af Greta Garbos faster i Sparreholm. I dag benyttes den historiske bygning som hotel og til konferencer

## Trafik
Byen ligger i tilknytning til riksväg 55 og riksväg 53.
Tidligere gik jernbanen Mellersta Södermanlands Järnväg mellem Stålboga og Skebokvarn gennem byen. Efter banens nedlæggelse blev stationen og en del af strækningen ombygget til brug for Museispårvägen Malmköping.

## Handel og industri
Byens handelsliv er domineret af små forretninger. Blandt industrien kan nævnes Tjeders Industri AB, der udvikler og producerer elektroniske signalsystemer, og Switsbake Int AB (tidligere Uplandskubben), der producerer lagkagebunde og småbrød.

## Arrangementer
Malma-Marken er et marked på Malmö hed der arrangeres af Malmköpings IF den sidste weekend i juli siden 1976, og som plejer at tiltrække 60-80.000 besøgende.
Et andet marked er Gammaldags Malmköpings Marknad, der arrangeres hvert år den sidste lørdag i maj, og hvor ca. 20.000 plejer at komme. Markedet har forskelligt tema hvert år, og mange besøgende kommer i gammeldags tøj, arbejdstøj, folkedragter eller multikulturelt tøj, ligesom mange sælgere og håndværkere er gammeldags klædte.
Midsommer fejres ved hembygdsgården i Malmköping. Majstangens dekorationer kan f.eks. bestå af malede æg eller æg dækket af farvelagt stanniol. Ituklippede konserves- og øldåser bruges også ligesom naturligvis grønt og blomster.

## Kendte personer med tilknytning til Malmköping
- Malin Crépin - Skuespiller opvokset i Malmköping

## Galleri
- Storgatan 4.
- Gula knuten.
- Lilla Malma kyrka.
- Museet Malmahed.
- Malmköpings Tinghus.
- Museispårvägen Malmköping.